# Phylliana praetextus
Phylliana praetextus är en insektsart som först beskrevs av Melichar 1902.  Phylliana praetextus ingår i släktet Phylliana och familjen Flatidae. Inga underarter finns listade i Catalogue of Life.